# Вечерняя Пермь
«Вече́рняя Пе́рмь» — общественно-политическая газета, была одной из крупнейших газет Перми. Выходила в ежедневном режиме с 1968 по 2011 годы.

## История
31 декабря 1968 года вышел первый номер газеты «Вечерняя Пермь» как печатного органа Пермского горкома КПСС и городского Совета депутатов трудящихся.
В сентябре 2006 года тираж «Вечерней Перми» был арестован в типографии в Березниках.
В 2011 году газета перестала публиковаться.
В апреле 2014 года издание было исключено из реестра СМИ.